# Bernard Ier d'Auch
Bernard Ier est le troisième archevêque d'Auch, élu en 943 et mort en 975.

## Éléments biographiques
Bernard Ier est élu archevêque d'Auch peu après la mort d'Odilon et, selon dom Louis-Clement Brugeles, n'accepte sa nomination qu'avec réticence et sur l'insistance des comtes Arnaud d'Astarac et Raymond de Toulouse. En 946, il ordonne un évêque en Espagne, ainsi qu'il le relate dans une lettre adressée au pape Agapet II. Par la suite, il ordonne d'autres évêques espagnols, dans les diocèses rendus vacants par les ravages des Sarrasins. En 956, il reçoit les églises Saint Jean et Saint Martin de Berdale en donation du comte Odon de Fezensac en faveur de l'église d'Auch. La même année, le comte Bernard Ier d'Armagnac refonde le monastère de Saint Orens, qui a pour conséquence la division de la ville d'Auch en deux paroisses, celle de Saint-Orens dépendant du monastère et celle de Sainte-Marie où siège l'archevêque,,.